# Nadia Pfister
Nadia Pfister (* 18. September 1995 in Basel) ist eine Schweizer Squashspielerin.

## Karriere
Nadia Pfister begann ihre professionelle Karriere auf der PSA World Tour in der Saison 2015 und gewann auf dieser bislang einen Titel. Ihre höchste Platzierung in der Weltrangliste erreichte sie mit Rang 58 im Februar 2022. Mit der Schweizer Nationalmannschaft nahm sie 2018, 2022 und 2024 an der Weltmeisterschaft teil und gehörte auch mehrfach im Kader bei Europameisterschaften, dabei erstmals 2017. Im Einzel stand sie 2017 und 2018 im Hauptfeld der Europameisterschaft und erzielte ihr bestes Resultat mit dem Achtelfinaleinzug 2018.
Bei Schweizer Meisterschaften belegte sie mehrfach den dritten Platz.

## Erfolge
- Gewonnene PSA-Titel: 1